# 东丽六经路站
东丽六经路站是天津地铁11号线的地铁站，位于中华人民共和国天津市东丽区先锋东路与六经路交叉口西侧，为11号线东端终点站，于2023年12月28日开通。

## 车站结构

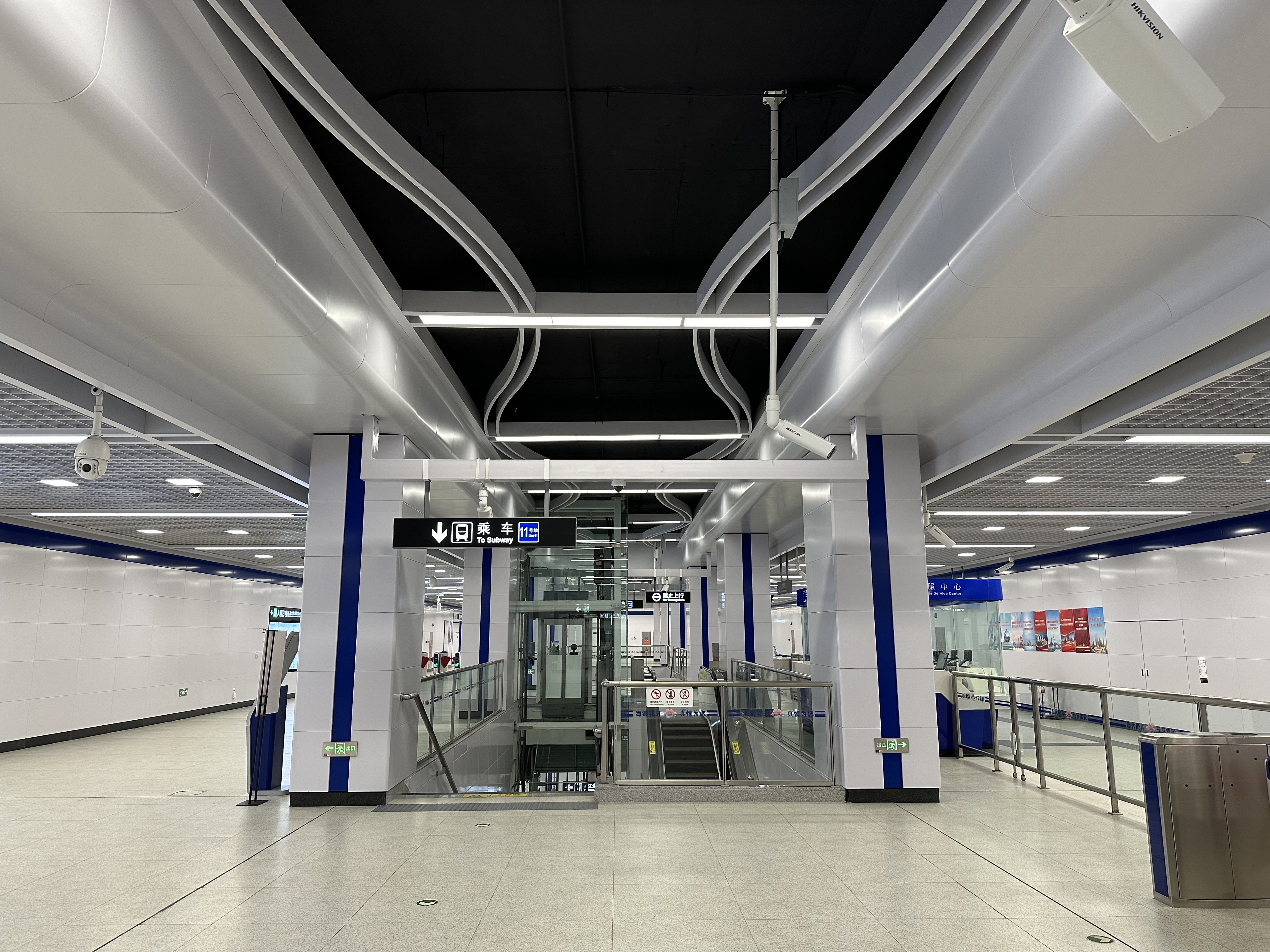
站厅

东丽六经路站位于先锋东路与六经路交叉口西侧，沿先锋东路路南设置，呈东西走向，为地下两层岛式站台车站，车站长482米，标准段宽20.7米，车站地下一层为站厅层，地下二层为站台层，站台设置全高站台门。
| 地面              | 出入口 | A、B、C、D出入口                                                                                        |
| 地下一层          | 站厅   | 客服中心、自动售票机、验票机                                                                            |
| 地下二层          | 站台   | \| \| \| █ 11号线往水上公园西路（东丽三经路） \| \| 島式 · 開左邊车门 \| \| \| \| \| \| █ 11号线落客 \| |
|                   |        | █ 11号线往水上公园西路（东丽三经路）                                                                    |
| 島式 · 開左邊车门 |        | |
|                   |        | █ 11号线落客                                                                                            |

## 车站出口
东丽六经路站共设4个出入口，各出口及周围设施如下所示：
|                                      |      |          | |
| 出口编号                             | 照片 | 地点     | 可到达目的地 |
| 出口 · A · 升降机标志 · 扶手电梯标志 |      | 先锋东路 | 天津电装电机有限公司，东丽检测中心                                                                                   |
| 出口 · B · 扶手电梯标志              |      | 先锋东路 | 天津新华一印刷有限公司，天津新华二印刷有限公司，垠坤·先锋汇，东丽经济技术开发区管委会，天津市教材发行中心            |
| 出口 · C · 扶手电梯标志              |      | 六经路   | 金桥焊材集团有限公司，天津机床电器有限公司，泥窝村村委会                                                             |
| 出口 · D · 扶手电梯标志              |      | 六经路   | 天津市先导倍尔电气有限公司，天津泽强金属表面处理有限公司，天津渤海国际纸业包装有限公司，瑞普（天津）生物药业有限公司 |
| 註： 設有 \| 設有扶手電梯            |      |          | |

## 历史
本站工程名与正式站名均为东丽六经路站，以车站东侧的东丽六经路命名。
- 2019年11月4日，车站正式开工[3]。
- 2023年12月28日，车站随11号线一期东段通车开通[1]。

## 交通接驳
| 公共汽车线路 \| 编号 \| 编号 \| 线路 \| 线路 \| 线路 \| 收费 \| 运营商 \| 备注 \| \| ---- \| ------------------------ \| ---------------- \| ---- \| ---------------- \| ---- \| ---------- \| ---- \| \| \| 东丽开发区定制2通勤305东 \| 东丽开发区地铁站 \| ↺ \| 东丽六经路地铁站 \| 免费 \| 公交四公司 \| \| |                          |                  |      |                  |      |            |      |
| 编号 | 编号                     | 线路             | 线路 | 线路             | 收费 | 运营商     | 备注 |
| | 东丽开发区定制2通勤305东 | 东丽开发区地铁站 | ↺    | 东丽六经路地铁站 | 免费 | 公交四公司 |      |

| 编号 | 编号                     | 线路             | 线路 | 线路             | 收费 | 运营商     | 备注 |
| ---- | ------------------------ | ---------------- | ---- | ---------------- | ---- | ---------- | ---- |
|      | 东丽开发区定制2通勤305东 | 东丽开发区地铁站 | ↺    | 东丽六经路地铁站 | 免费 | 公交四公司 |      |